# 中津川市苗木遠山史料館
中津川市苗木遠山史料館（なかつがわしなえぎとおやましりょうかん）は、岐阜県中津川市にある資料展示施設である。
中世、戦国時代から明治時代初期までの苗木に拠点を持っていた苗木遠山氏、及び苗木城、苗木藩の史料の公開、展示、調査を目的と施設である。

## 概要
1990年（平成2年）11月3日開館。
苗木城のふもとにあり、ここから苗木城へ向う登山道もある。
苗木遠山氏、苗木藩、苗木城に関する資料が多数展示されている他、幕末から明治に苗木藩で徹底的に行われた神葬改宗、廃仏毀釈に関する資料が展示されている。
苗木出身で初めて日本にドッジボールを紹介した人物である可児徳に関する資料も所蔵する。
2015年に閉館した青邨記念館の前田青邨の作品（本画28点、下図23点、素描56点）、書状なども保管しており、年1、2回公開されている。

## 主な展示物
- 遠山氏伝来甲冑
- 筝（遠山健彦[5]夫人所有）
- 太刀・銘・吉則（第12代遠山友禄が榊山神社へ寄進）
- 苗木城大手門扉・柱

## 所在地
- 岐阜県中津川市苗木2897-2

## 利用案内
- 開館時間：9：30～17：00
- 休館日：毎週月曜日（月曜日が祝日の場合翌日）、年末年始（12月27日～1月5日）
- 入館料：330円（中学校以下無料）
  - 中津川市内の博物館（中津川市鉱物博物館・東山魁夷 心の旅路館・中津川市子ども科学館・中津川市中山道歴史資料館・熊谷榧つけちギャラリー）との共通の年間パスポートもある。

## 交通アクセス
- JR中央本線 中津川駅より北恵那交通付知峡線乗り換え、「苗木」バス停下車、徒歩で約20分。
- 中央自動車道 中津川ICより車で約10分（木曽川城山大橋経由）。